# Paul de Lamberterie
Pour les articles homonymes, voir Lamberterie.
Paul de Lamberterie est un homme politique français né le 29 mai 1839 à Paris et décédé le 5 février 1912 à Paris.

## Biographie
Fils de Jean-Pierre de Lamberterie, ancien député, il est conseiller de préfecture puis sous-préfet de Briançon. Il est gardé dans ses fonctions après la chute de l'Empire, et devient sous-préfet de Confolens en 1871, de Fontenay-le-Comte en 1874, de Paimbœuf en 1876 et de Saintes en 1877. Il démissionne après la chute du cabinet de Broglie en 1877. Il est député du Lot de 1885 à 1889, siégeant à droite avec les monarchistes. Il ne se représente pas en 1889 et s'occupe de travaux historiques, devenant vice-président de la société bibliographique de France.

## Sources
- « Paul de Lamberterie », dans Adolphe Robert et Gaston Cougny, Dictionnaire des parlementaires français, Edgar Bourloton, 1889-1891 [détail de l’édition]
- « Paul de Lamberterie », dans le Dictionnaire des parlementaires français (1889-1940), sous la direction de Jean Jolly, PUF, 1960 [détail de l’édition]